# Tanec se psem

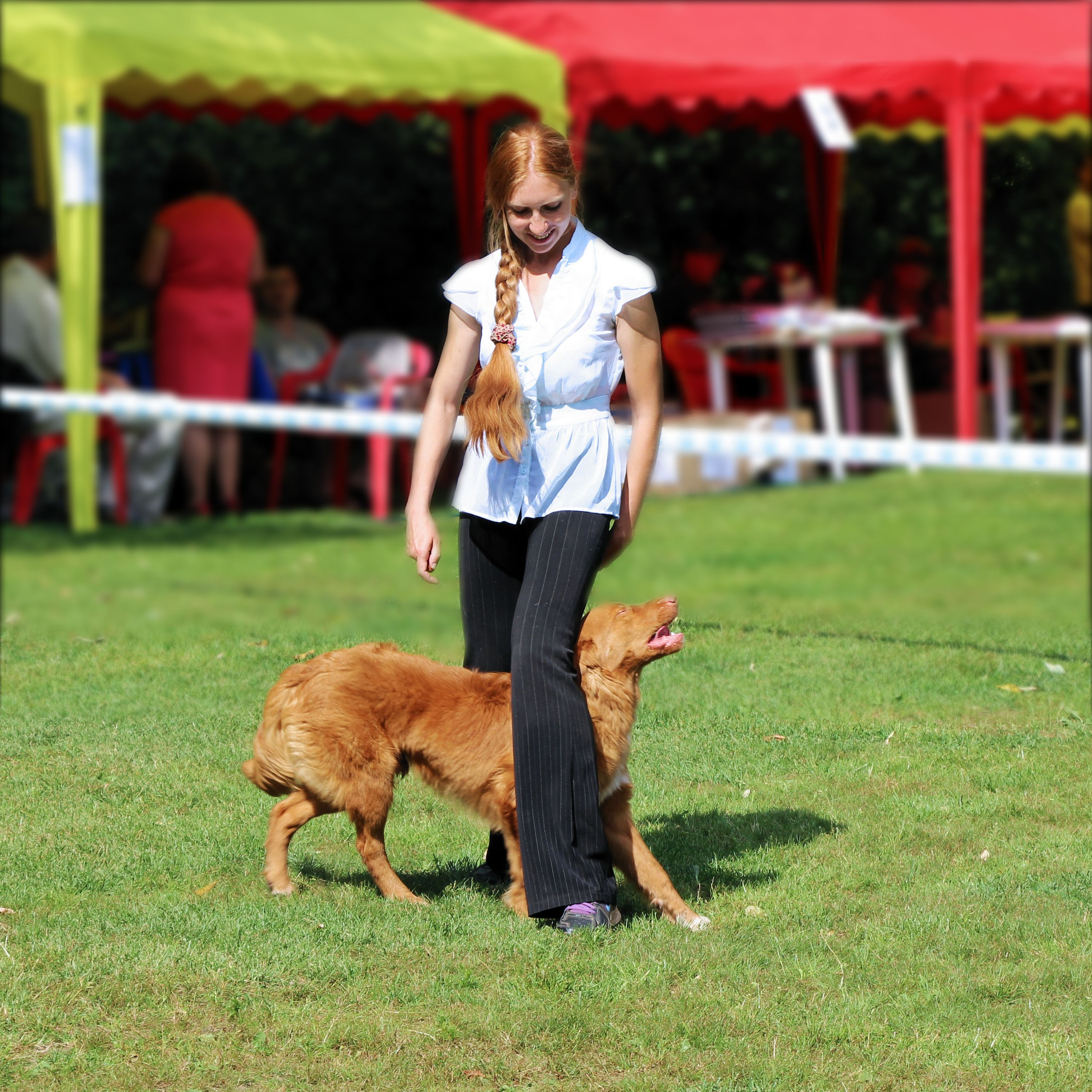

Tanec se psem (anglicky: dogdancing) je psí sport, který spočívá v tom, že pes pod vedením psovoda provede sérii cviků v rytmu hudby. Tento sport pochází ze Spojeného království, kde vznikl z klasické poslušnosti, do které byly postupně přidávány různé cviky dnešního freestyle. Celosvětově je rozšířený především v Spojeném království a Spojených státech amerických.

## Rozšíření v Česku
V současné době je v České republice jeden dogdancingový klub, a Dogdancing Club Czech Republic (DDCCZ), který se dělí do čtyř divizí (viz níže) a v obyčejných soutěžích nejsou povinné prvky, ty jsou jen v tzv. postupových zkouškách.

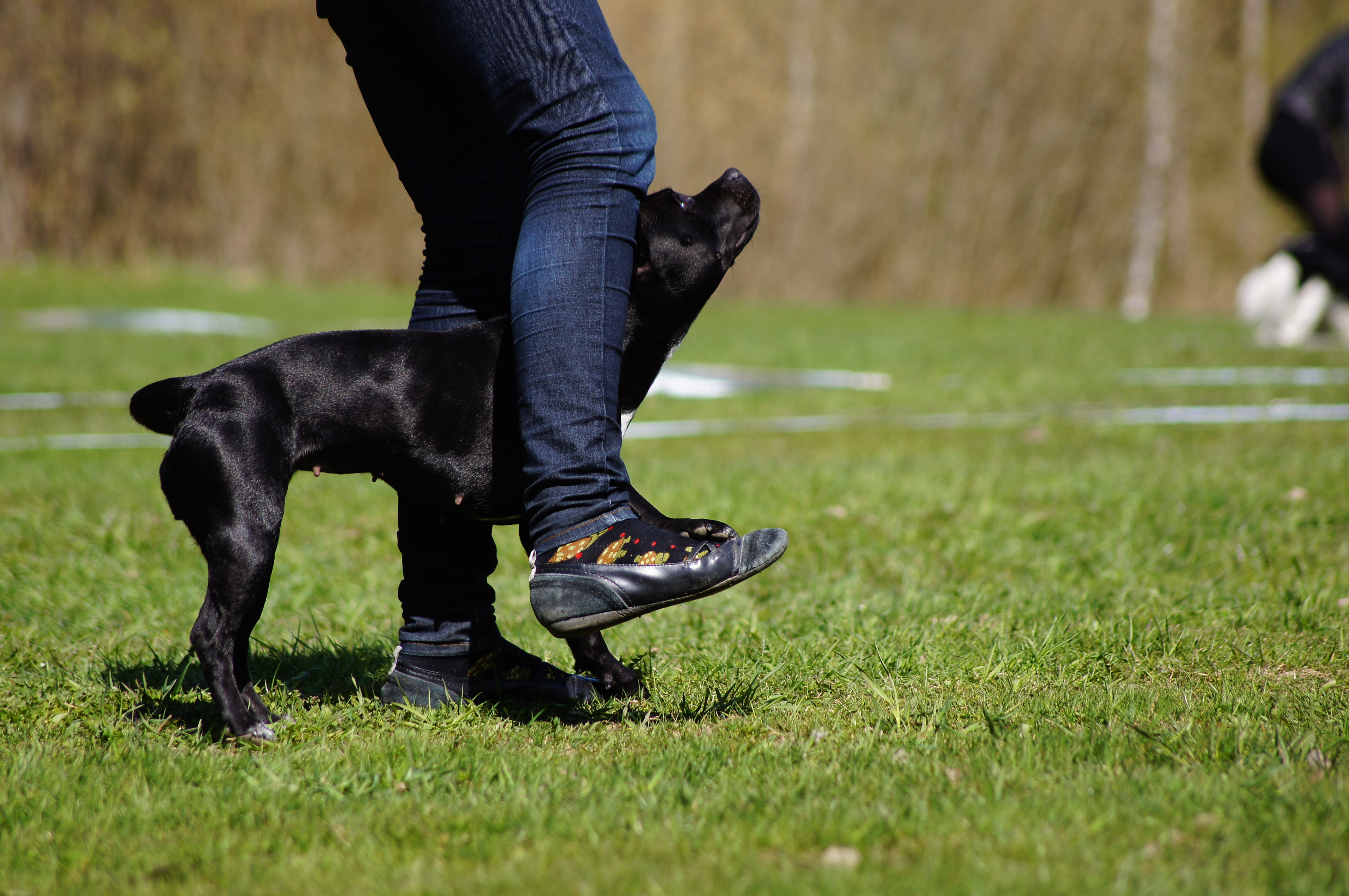

### Divize
A (Musical Dressage) – spočívá v plynulém pohybu psa přesně do rytmu hudby. Jsou zde poměrně složité cviky, pes musí být elegantní a ladný, to samé platí o psovodovi.
B (Heelwork to Music) – neboli práce u nohy na hudbu. Většina prvků předvedených v této divizi musí být provedena u nohy psovoda. Tato divize také vznikla jako první, z obedience.
C (Freestyle) – divácky nejoblíbenější divize. Vystoupení by mělo tvořit nějaký příběh či být postaveno na nějakém motivu.
D (Tanec se psem) – náročná divize, kde musí psovod tančit a přitom ovládat psa. Do této divize je potřeba spolehlivé a vyrovnané zvíře.
Sport, kde pes pod vedením psovoda provádí cviky v rytmu hudby (alespoň přibližně) má různé názvy. Nejčastější je tanec se psem, ale teď se začíná hodně používat i mnohem přiléhavější dogdancing. V Anglii je zase nejrozšířenější Heelwork to Music, protože sport vznikl z obedience (heelwork - chůze u nohy; obedience - poslušnost). V Americe se spíše používá Musical Freestyle, v Nizozemsku zase Canine Freestyle. V podstatě to vše je tanec se psem.
U tance se psem je povolena celá škála pohybů od chůze u nohy, po otočky, slalom mezi nohama, couvání, podávání pacek, panáčkování, válení sudů, skákání přes ruce nebo nohy psovoda chůze po zadních nožkách. Některé cviky jsou pro nedospělého psa s nedovyvinutými klouby nebezpečné (couvání, chůze na zadních, rotování v otočkách nebo sudech, skoky).
K dogdancingu budete potřebovat nějaké rekvizity, ale nemusíte mít žádné, to už je na vás.